# Ičiko Aoba
Ičiko Aoba (japonsky 青葉市子, Aoba Ičiko; * 28. ledna 1990 Urajasu) je japonská nezávislá folková písničkářka a kytaristka. Inspirací pro její tvorbu jsou její sny. K roku 2025 vydala osm studiových alb.

## Biografie
Narodila se ve městě Urajasu na pobřeží tokijského zálivu a vyrůstala nedaleko Kjóta. Na škola zpívala ve sboru a hrála na klarinet. Vyrůstala na animovaných filmech studií Disney a Ghibli a její tvorba má fantastický nádech. Na kytaru se začala učit po telefonu od písničkáře Anmiho Jamady (* 1976), který se stal jejím mentorem.

## Tvůrčí činnost
V roce 2010 začala vydávat minimalistická folková alba ovlivněná jazzem a až do roku 2020 si vystačila pouze s vokály a akustickou kytarou. její sedmou deskou je nezávisle konceptuální album Adan no kaze, česky Adan ovátý větrem, vydané v prosinci 2020. Je popisováno jako soundtrack k neexistujícímu filmu o fiktivním ostrovu Adan a jeho skladby využívají více nástrojů, včetně smyčcových a tradičních japonských, a mají složitější kompozici, na níž spolupracovala s Taróem Umebajašim. Toto album bylo jejím prvním větším úspěchem mimo Japonsko a bylo dobře kriticky přijato. Jejím zatím posledním studiovým albem je ambientní Luminescent Creatures, jehož jméno vychází z poslední skladby předchozího alba, na něž volně navazuje, vydané v únoru 2025. Inspiraci k albu čerpala kromě snů také z pobytů na ostrově Hateruma, nejjižnějším obydleném ostrově Japonska. Skladba 24° 3′ 27.0″ N, 123° 47′ 7.5″ E., jejíž název odpovídá souřadnicím místního majáku, je lidovou písní z tohoto ostrova. Na albu opět spolupracovala s Umebajašim.
V roce 2022 získala filmovou cenu deníku Mainiči šimbun za soundtrack k filmu Kočira Amiko.

## Diskografie

### Studiová alba
- 2010: Kamisori otome (剃刀乙女)
- 2011: Origami (檻髪)
- 2012: Utabiko (うたびこ)
- 2013: 0
- 2016: Mahorobošija (マホロボシヤ)
- 2018: q p
- 2020: Adan no kaze (アダンの風, Windswept Adan)
- 2025: Luminescent Creatures

### Soundtracky
- 2022: Amiko (Original Soundtrack)

### S MahiToThePeople jako NUUAMM
- 2014: NUUAMM
- 2017: w / ave